# Diversification agricole

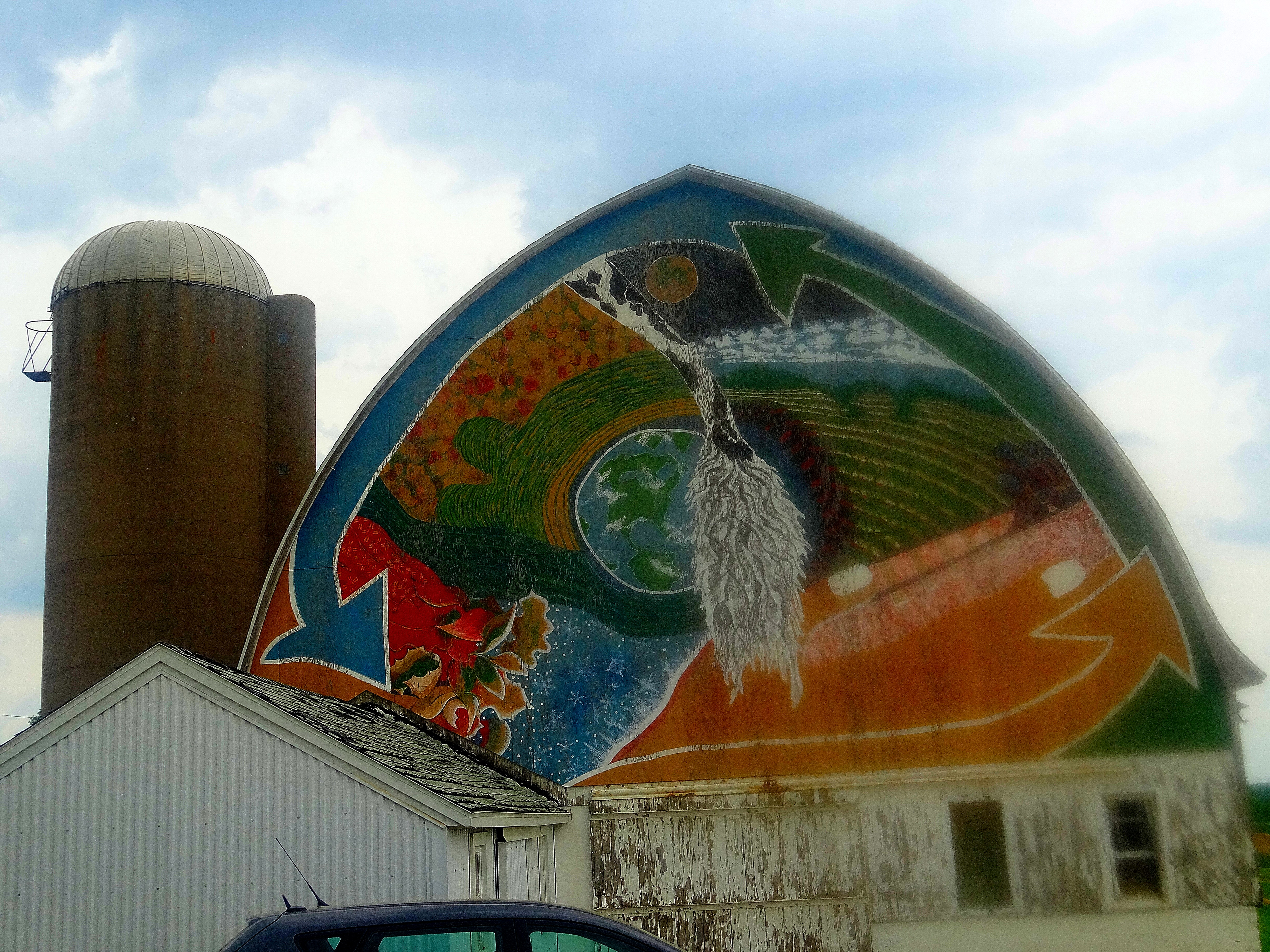
Grange peinte. Une forme de diversification agricole consiste à décorer de manière originale mais attractive des éléments architecturaux afin d'attirer le tourisme.

En agriculture, la diversification est l'affectation de certaines des ressources productives d'une ferme, telles que la terre, les espèces, le capital, l'équipement agricole et la main-d'œuvre à d'autres produits et, en particulier dans les pays riches, à des activités non agricoles telles que la restauration et commerces. 
Les facteurs conduisant à des décisions de diversification sont nombreux, mais comprennent : l'augmentation des revenus des agriculteurs, la réduction des risques de carences et pénuries alimentaires, la réponse à l'évolution des demandes des consommateurs ou la modification de la politique gouvernementale, la réponse aux chocs externes et, plus récemment, en conséquence du réchauffement climatique. 